# Liacarus aequidentatus
Liacarus aequidentatus är en kvalsterart som beskrevs av Ewing 1918. Liacarus aequidentatus ingår i släktet Liacarus och familjen Liacaridae. Inga underarter finns listade i Catalogue of Life.